# Lista över offentlig konst i Kramfors kommun
Lista över offentlig konst i Kramfors kommun är en ofullständig förteckning över utomhusplacerade skulpturer och annan offentlig konst i Kramfors kommun.
| Titel                                  | Konstnär(er)                | Årtal     | Beskrivning                                        | Typ - material            | Stadsdel/ort | Plats Koordinater                                                                 | Bild                                   |
| -------------------------------------- | --------------------------- | --------- | -------------------------------------------------- | ------------------------- | ------------ | --------------------------------------------------------------------------------- | -------------------------------------- |
| Ljuspunkten                            | Åke Lagerborg               | 2010      |                                                    |                           | Bollstabruk  | Bollstabruk, Torget 62.99815, 17.67407                                            |                                        |
| Johan Sandler                          | Gösta Almgren               |           | Byst av Johan Sandler, Hola Folkhögskolas grundare | byst - brons              | Prästmon     | Hola folkhögskola koordinater saknas                                              | Johan Sandler                          |
| Minnesmärke över Stupade i Ådalen 1931 | Lenny Clarhäll              | 1979-1981 |                                                    | skulptur - brons          | Lunde        | Lunde vid Folkets hus koordinater saknas                                          | Minnesmärke över Stupade i Ådalen 1931 |
| Okänd titel                            | Okänd                       |           | Kollergångar från Sandvikens massafabrik           | industriellt minnesmärke  | Kramfors     | Kramfors centrum koordinater saknas                                               |                                        |
| En fris av vykort                      | Åsa Bergdahl Janne Björkman |           |                                                    |                           | Kramfors     | Perrongen Kramfors resecentrum koordinater saknas                                 |                                        |
| Stjärna                                | Åsa Bergdahl Janne Björkman |           |                                                    |                           |              | Babelsbergs Teater koordinater saknas                                             |                                        |
| Hades                                  | Åsa Bergdahl Janne Björkman |           |                                                    |                           | Kramfors     | Bergrummet, bussarnas vändplats vid Kramfors Resecentrum koordinater saknas       |                                        |
| Mellan fjäll och hav                   | Birgitta Nenzén             |           |                                                    | Tavla                     | Kramfors     | Vänthallen, Kramfors resecentrum. koordinater saknas                              |                                        |
| Mina drömmar, Din längtan, Världen hem | Åsa Bergdahl                |           |                                                    |                           | Kramfors     | Ljussättning i vägbro över järnvägen vid Kramfors Resecentrum. koordinater saknas |                                        |
| Andrum                                 | Birgitta Nenzén             |           |                                                    |                           | Kramfors     | Kramfors Stadspark, Hälsostigen koordinater saknas                                |                                        |
| Timmer                                 | Mats de Vahl                |           |                                                    | väggfast skulptur         |              | Husgaveln Ådalshälsan koordinater saknas                                          |                                        |
| Olof Wilhelm Petersson-Berger          | Okänd                       |           |                                                    |                           | Ullånger     | Ullånger koordinater saknas                                                       |                                        |
| Franz Bervald                          | Okänd                       |           |                                                    |                           | Sandö        | Räddningsskolan koordinater saknas                                                |                                        |
| Ungdomar                               | Emil Näsvall                | 1953      |                                                    | monument                  | Kramfors     | Folkets Park koordinater saknas                                                   |                                        |
| Hjalmar Branting                       | Liss Eriksson               |           |                                                    | sten                      | Kramfors     | Folkets Park koordinater saknas                                                   |                                        |
| Sågram                                 | Okänd                       |           |                                                    | industriellt minnesmärke  | Bollstabruk  | Kejsargatan koordinater saknas                                                    |                                        |
| Passage                                | Katarina Löfström           | 2011      |                                                    | Skulptur - granit         |              | Bönhamn koordinater saknas                                                        |                                        |
| Skuleberget                            | Jörgen Nilsson              |           |                                                    | diabas och rostfritt stål | Docksta      | Naturum Höga Kusten koordinater saknas                                            |                                        |